# Kobylin (Maków)
Pour les articles homonymes, voir Kobylin (homonymie).
Kobylin (prononciation : [kɔˈbɨlin]) est un village polonais de la gmina de Płoniawy-Bramura dans le powiat de Maków de la voïvodie de Mazovie dans le centre-est de la Pologne.
Il se situe à environ 6 kilomètres au sud de Płoniawy-Bramura (siège de la gmina), 8 kilomètres au nord de Maków Mazowiecki (siège du powiat) et à 80 kilomètres au nord de Varsovie (capitale de la Pologne).

## Histoire
De 1975 à 1998, le village appartenait administrativement à la voïvodie d'Ostrołęka.